# Silke Meier
Silke Meier (Wiesbaden, 13 luglio 1968) è un'ex tennista tedesca.

## Carriera
La sua unica finale ITF (persa per altro contro la belga Sabine Appelmans) al torneo di Zagabria del 1995.